# Attijariwafa Bank
Attijariwafa Bank (arabisch التجاري وفا بنك, DMG at-tiǧārī wafā bank) ist eine marokkanische Bank mit Sitz in Casablanca.
Das Unternehmen bietet verschiedene Finanzdienstleistungen für seine Kunden an. Attijariwafa Bank ist das größte Kreditinstitut in Marokko. Die Gruppe betreut im Jahr 2023 10,8 Millionen Privat-, Geschäfts-, Firmen- und institutionelle Kunden und ist in 26 Ländern Afrikas, Europas und des Nahen Ostens aktiv. Sie hat 62 Zweigstellen in Europa, darunter drei in Deutschland (Dortmund, Düsseldorf, Frankfurt am Main). Mittels der europäischen Zweigstellen verfolgt Attijariwafa das Ziel, „die Partnerbank der im Ausland lebenden Marokkaner und Tunesier zu werden“.

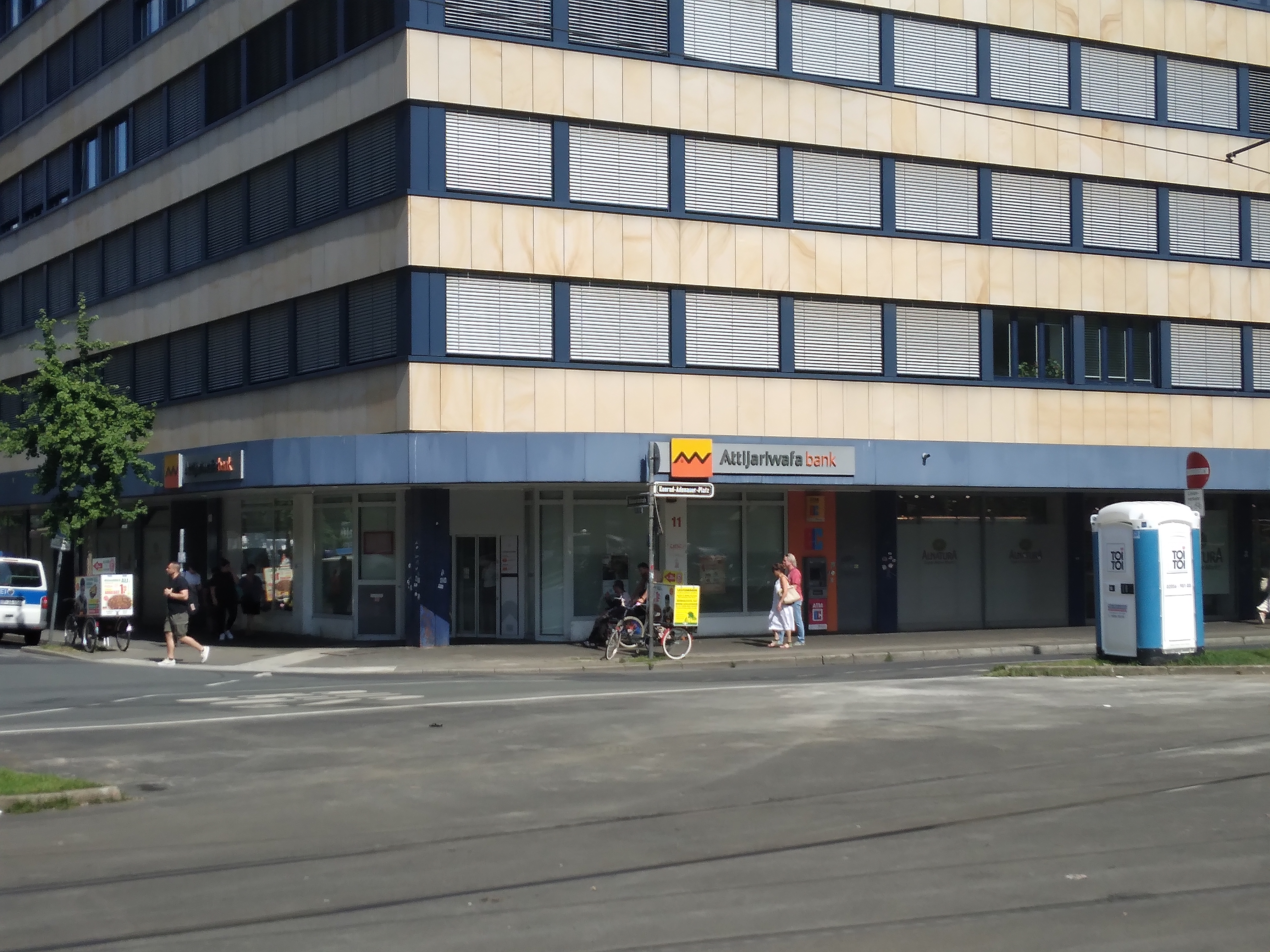
Filiale der Attijariwafa Bank gegenüber dem Hauptbahnhof in Düsseldorf

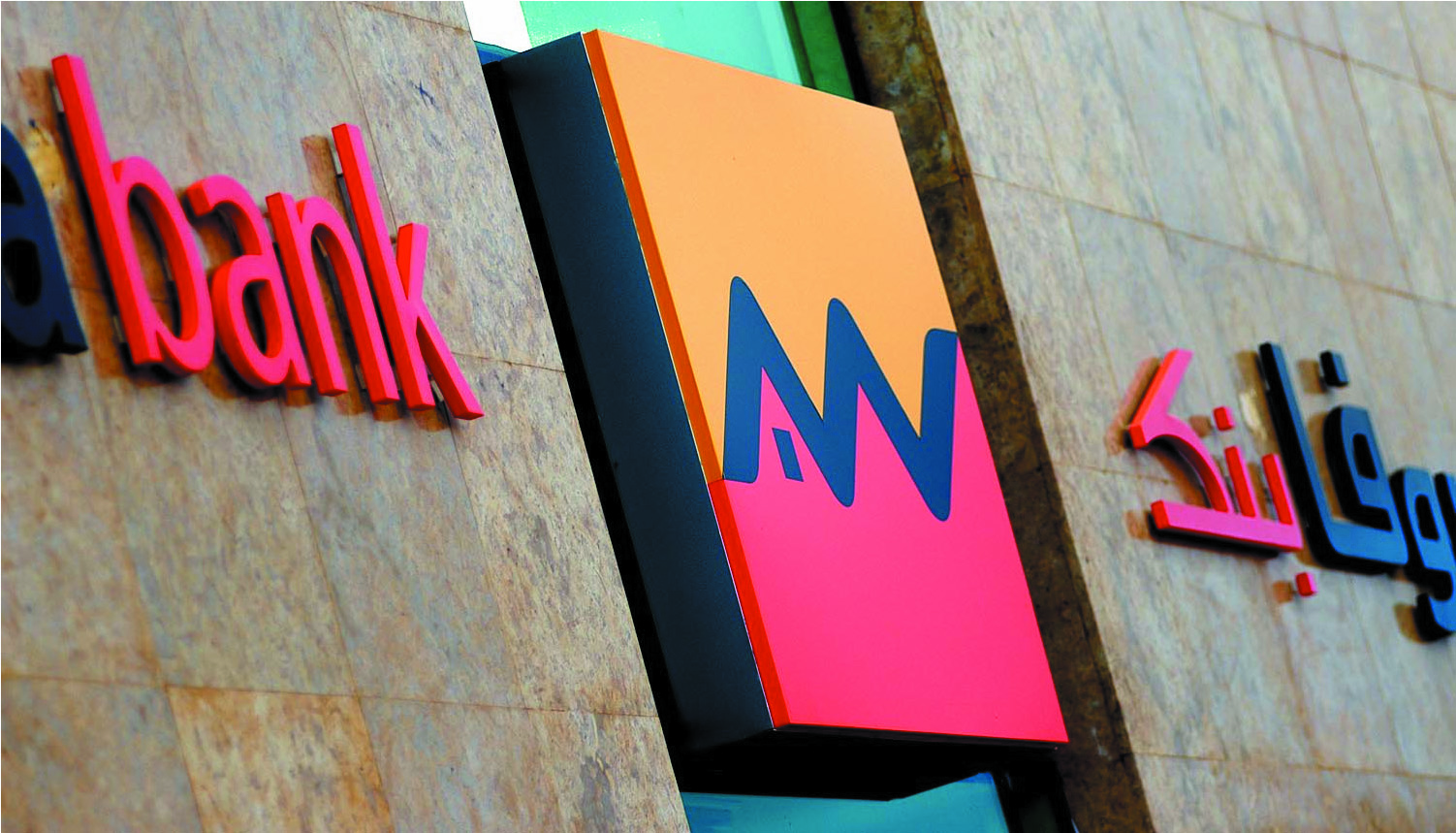
Logo einer Attijariwafa Filiale

Die Attijariwafa Bank wurde 2003 gegründet. Sie ist das Ergebnis der Fusion zweier marokkanischer Banken, der Wafabank der Familie Kettani und der Commercial Bank of Morocco (BCM).
Hauptaktionär ist die Al-Mada-Gruppe.
Die Aktien sind an der Bourse de Casablanca notiert und sowohl Teil des Moroccan All Shares Index (MASI) als auch des MASI 20, dem Index der 20 meist gehandelten Unternehmen.

## Geschichte

### BCM
Die Commercial Bank of Morocco (BCM) wurde 1911  in Tanger gegründet.

### Wafabank
Die Compagnie Française de Crédit et de Banque (CFCB) hat 1904 über ihre algerische Tochtergesellschaft eine Filiale in Tanger unter dem Namen Compagnie française de crédit et de banque (CACB) gegründet. 1964 wird die CACB verstaatlicht und in Compagnie Marocaine de Crédit et de Banque (CMCB) umbenannt. 1985 ändert die CMCB ihren Namen in Wafabank. 1993 erfolgt der Börsengang der Wafabank. 2003 fusionieren die Banque Commerciale du Maroc  und die Wafabank zur Attijariwafa Bank. Die tunesische Bank Banque du Sud wird 2005 erworben und zur Attijari Bank Tunisia. In den Jahren 2005 bis 2010 werden mehrere Tochtergesellschaften in Subsahara-Afrika erworben. 2006 wird die erste europäische Tochtergesellschaft, die Attijariwafa Bank Europe, in Paris gegründet. 2016 erwirbt die Attijariwafa Bank die Barclays Bank Egypt vollständig.